# Vruchtbaarheidscijfer

De landen met daarbij de vruchtbaarheidscijfers, 2005-2010.
7-8 Kinderen
6-7 Kinderen
5-6 Kinderen
4-5 Kinderen
3-4 Kinderen
2-3 Kinderen
1-2 Kinderen
0-1 Kinderen

Het vruchtbaarheidscijfer, of beter nog: vruchtbaarheidsgetal, van een bepaalde bevolkingsgroep is in de demografie het gemiddelde aantal geboren kinderen per vrouw tijdens haar vruchtbaarheidsperiode.

## Berekening
Het cijfer wordt berekend door het aantal in een jaar geboren kinderen per leeftijdsjaar van de moeder te delen op het totaal aantal vrouwen van die leeftijd en vervolgens de uitkomsten hiervan te sommeren over de vruchtbare levensjaren. De vruchtbare levensjaren liggen tussen de 15-44 jaar.

## Factoren die invloed hebben op het cijfer

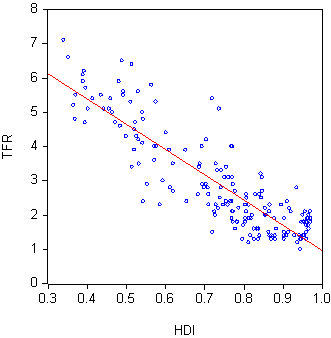
Relatie HDI en vruchtbaarheidscijfer (TFR-Total Fertility Rate)

De vruchtbaarheid hangt van diverse factoren af, met name sociaal economische. Historisch gezien hebben ontwikkelde landen meestal een lager vruchtbaarheidscijfer, over het algemeen gecorreleerd met factoren als inkomen, opleiding en verstedelijking. De vrouwen krijgen onder meer op steeds latere leeftijd het eerste kind. Omgekeerd zijn in onontwikkelde landen de vruchtbaarheidscijfers meestal hoger. Gezinnen verlangen kinderen als goedkope arbeidskrachten. Verder als verzorgers voor de ouders op hoge leeftijd, mede omdat goede sociale voorzieningen ontbreken. De vruchtbaarheidscijfers zijn ook hoger vanwege het gebrek aan toegang tot voorbehoedmiddelen, striktere naleving van traditionele en/of religieuze overtuigingen, en het lagere opleidingsniveau en lagere arbeidsparticipatie van vrouwen.
Het effect van al deze factoren kan worden samengevat met een grafiek van het totale vruchtbaarheidscijfer (TFR) tegen de Index van de menselijke ontwikkeling (HDI). In de grafiek wordt duidelijk gedemonstreerd dat de twee factoren omgekeerd evenredig zijn, kortom hoe lager de HDI van een land, hoe hoger de vruchtbaarheid.

## Relatie met bevolkingsgroei en vervangingsratio
Bij een vruchtbaarheidscijfers van 3,8 - over een langere periode - zal de bevolking min of meer verdubbelen in een periode van circa 32 jaar. De zogenaamde vervangingsratio, waarbij de bevolking gelijkblijft, is 2,1. Hierbij is het aantal geboren baby´s precies genoeg om alle vrouwen en hun mannen te vervangen, met een kleine correctie naar boven voor de personen die overlijden zonder zich voort te planten.
Is over een langere periode het vruchtbaarheidscijfer onder de 2,1 dan zal de bevolking afnemen. Hierbij wordt uitgegaan van lage sterftecijfers en het effect van emigratie en immigratie is buiten beschouwing gelaten.
Het totale vruchtbaarheidscijfer daalt sinds de jaren zestig snel en in 2020 was het cijfer 2,4 per vrouw. Als dit daalt naar 2,3 dan zou de wereldbevolking ergens tussen 2050-2070 stabiliseren. In Europa is het vruchtbaarheidscijfer gedaald naar 1,3 of minder kinderen per vrouw. Als dit lage niveau langere tijd wordt aangehouden, dan zal in Europa de bevolking halveren in de komende 45 jaar.

## Tempo-effect
In landen waarop de gemiddelde leeftijd van vrouwen die voor het eerst moeder worden toeneemt (bijvoorbeeld in Nederland, van 24,3 jaar in 1970 tot 29,9 jaar in 2019) geeft het totale vruchtbaarheidscijfer een onvolledig beeld van de bevolkingsontwikkeling, en betekent een vruchtbaarheidscijfer kleiner dan 2,0 niet zonder meer natuurlijke bevolkingsafname. Om hierover conclusies te kunnen trekken is het noodzakelijk het totale vruchtbaarheidscijfer eerst te corrigeren voor het tempo-effect.

## Wereld
In 1964 lag de vruchtbaarheidscijfer voor de wereld op een piek 5,1, althans zolang deze data wordt verzameld. In de daaropvolgende 30 jaar is het zeer sterk gedaald en in 1994 lag het cijfer op 2,9. Nadien is de afname minder sterk en in 2020 lag het cijfer op 2,4. In de grafiek staan de gemiddelde cijfers over een periode van vijf jaar weergegeven vanaf 1950.
In 2020 was het gemiddelde vruchtbaarheidscijfer voor de landen met hoge inkomens 1,5 en voor de landen met de laagste inkomens lag dit driemaal zo hoog op 4,5. De middeninkomenslanden zaten op 2,4.
In 2020 stond Niger bovenaan de lijst van landen met het hoogste vruchtbaarheidscijfer (6,7) en aan de andere kant van het spectrum stond Zuid-Korea met 0,8.

## Europese Unie
In 2020 was het vruchtbaarheidscijfer 1,50 in landen in de EU. In 2001 en 2002 was dit nog 1,43 en steeg naar 1,57 in 2010. Deze stijging komt door de inhaalslag die gemaakt wordt nadat het nemen van kinderen steeds langer uitgesteld wordt. Men ziet dan dat het vruchtbaarheidscijfer eerst daalt en dan toeneemt.
Van de EU lidstaten waren in 2020 de drie landen met de hoogste score Frankrijk (1,83), Roemenië (1,80) en Tsjechië met 1,71. Aan de onderkant zaten Malta (1,13), Spanje (1,19) en Italië (1,24). Verder is het opvallend dat de verschillen tussen de landen met de hoogste en laagste score afneemt. In 1970 was het verschil tussen de hoogste score, Ierland, en laagste, Finland, nog 2,0. In 1990 was dit gedaald naar 1,1 en in 2020 was het verschil nog maar 0,7. De gemiddelde leeftijd waarop de vrouwen de eerste geboorte kregen was 29,5 jaar in 2020 en dit was in 2013 nog 28,8 jaar.

### België
In België zakte het vruchtbaarheidscijfer in 1972 onder het niveau om de bevolking op een natuurlijke wijze op peil te houden. Sinds ten minste 1998 is de gemiddelde leeftijd van moeders bij de geboorte van hun kind gemiddeld met bijna 0,1 jaar gestegen, van 29,1 jaar in 1998 tot 30,6 jaar in 2016. Deze ontwikkeling is ook zichtbaar bij de eerste geboorte, hier steeg de leeftijd van 27,3 jaar in 1998 tot 28,9 jaar in 2016. In 2020 was landelijke cijfer 1,55, waarvan 1,43 voor Belgische moeders en 2,13 voor buitenlandse moeders.
- 1961: 2,64
- 1965: 2,62
- 1970: 2,25
- 1971: 2,21
- 1972: 2,09
- 1975: 1,74
- 1980: 1,69
- 1985: 1,51
- 1990: 1,62
- 2000: 1,67
- 2010: 1,85
- 2015: 1,69
- 2020: 1,55 (voorlopig cijfer)[10]

### Nederland
In 2020 was in Nederland het gemiddelde kindertal per vrouw 1,54, ver onder de waarde van 2,1 die nodig is om het bevolkingsaantal op een natuurlijke wijze op peil te houden. Dit vruchtbaarheidscijfer was 1,6 in 1980, terwijl het tot midden zestiger jaren in de vorige eeuw boven de 3 kinderen per vrouw lag.
- 1990: 1,62
- 1995: 1,53
- 2000: 1,72
- 2005: 1,71
- 2010: 1,80
- 2015: 1,66
- 2020: 1,54

In 2012 was het gemiddelde kindertal per vrouw 1,7 in Nederland. De gemeente met het hoogste vruchtbaarheidscijfer in 2012 is Urk (3,1), de gemeente Schiermonnikoog heeft het laagste cijfer (0,8), een verschil van meer dan twee kinderen per vrouw. De grotere steden en veel gemeenten in het zuiden van Limburg hebben over het algemeen een lager vruchtbaarheidscijfer.